# Bromus stenostachyus
Bromus stenostachyus är en gräsart som beskrevs av Pierre Edmond Boissier. Bromus stenostachyus ingår i släktet lostor, och familjen gräs. Inga underarter finns listade i Catalogue of Life.